# Bauernstein

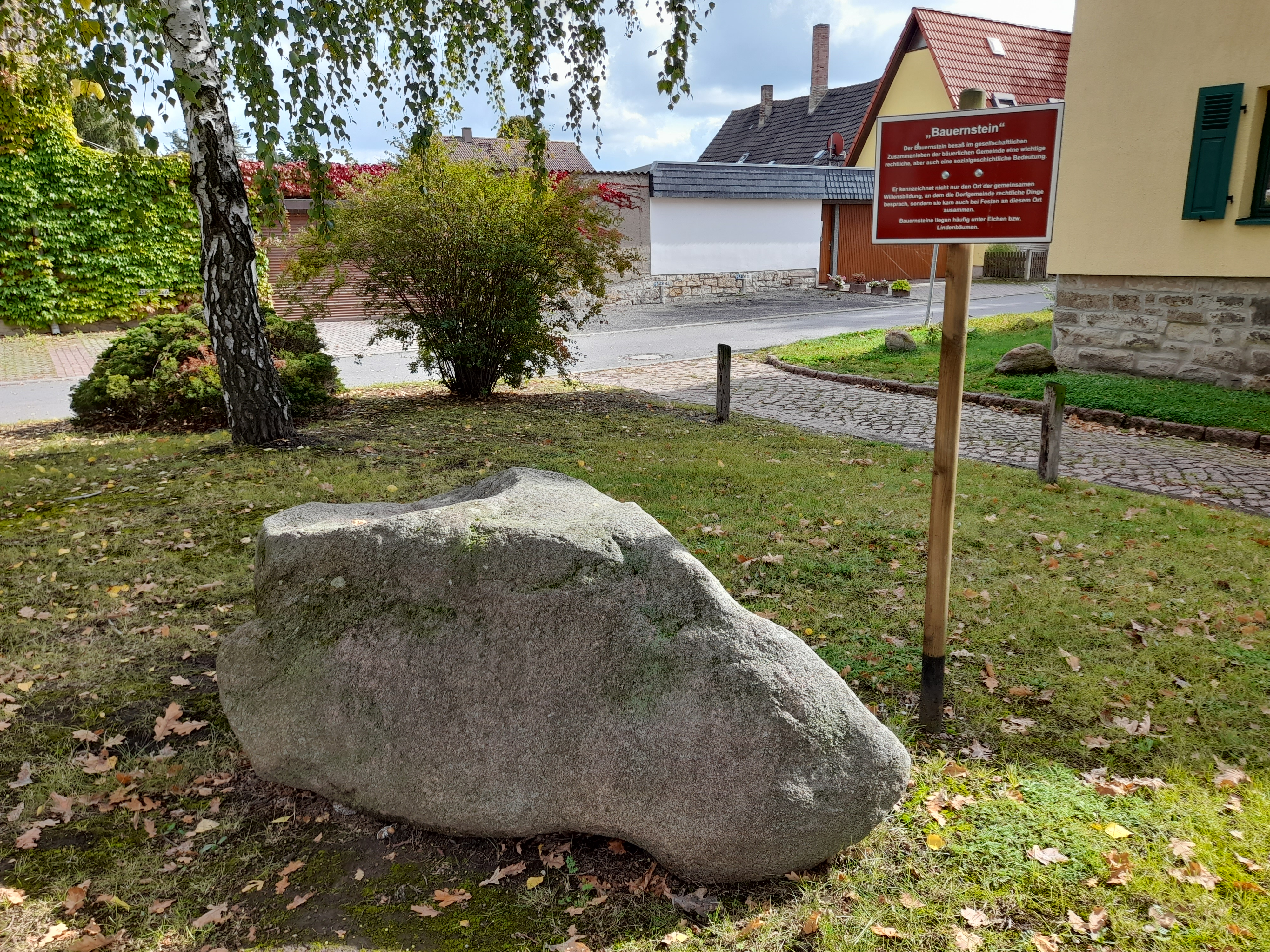
Bauernstein von Bennstedt

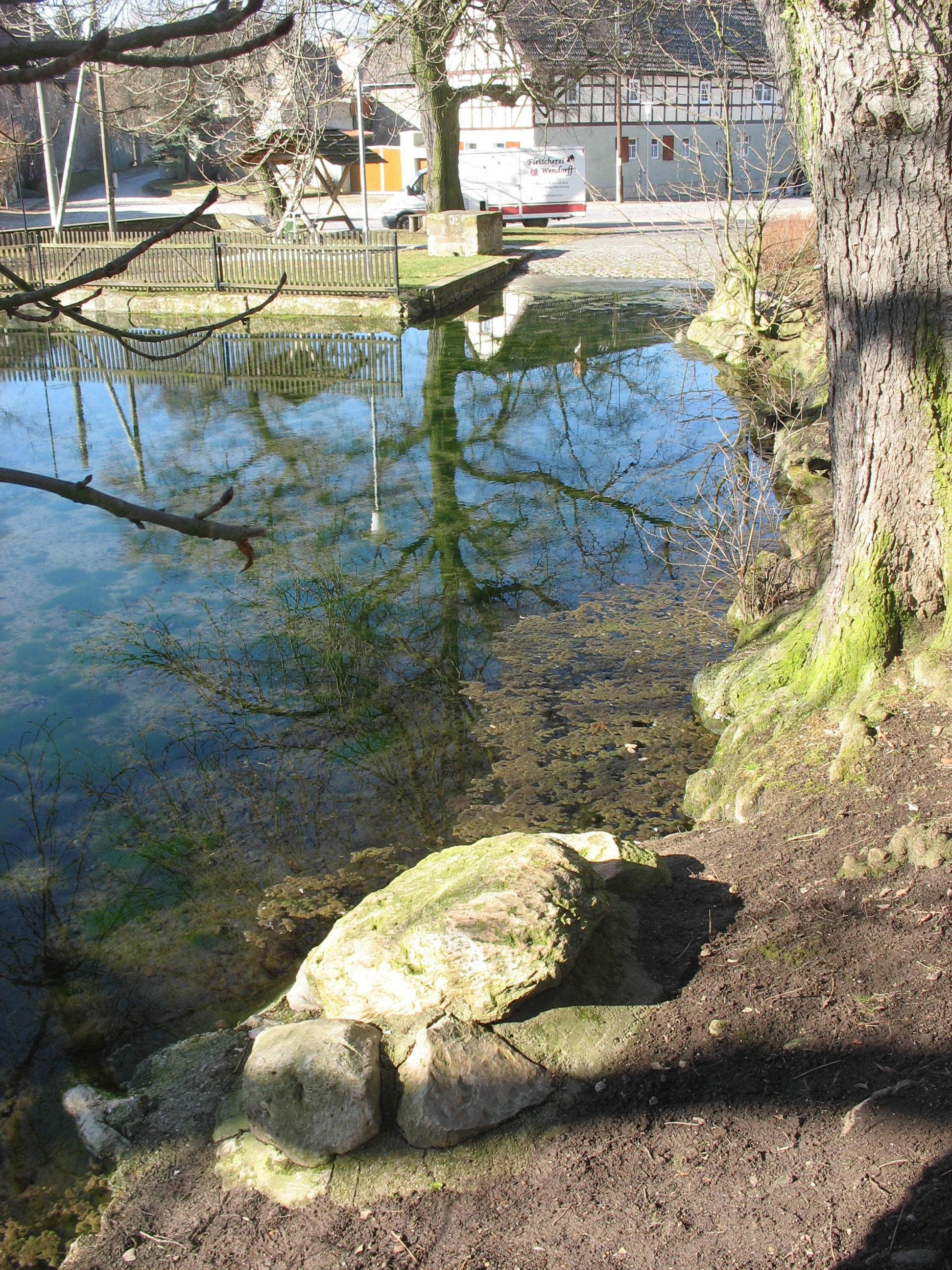
Nagelstein (vorne) und Bauernstein (hinten) in Einzingen (Allstedt)

Der Bauernstein markierte in ländlichen Gemeinden die Stätte des öffentlichen Rechts.

## Allgemeines
Bauernsteine findet man auf zentralen Plätzen in vielen Dörfern. Im mitteldeutschen Raum werden sie auch als Anger-, Kauf-, Linden-, Lügen- (Legge-), Schenk- oder Verkündungsstein bezeichnet. Der Begriff Bauernstein erscheint zum ersten Mal im Jahre 1733 im Taufregister des Kirchenbuches von Leimbach, Ortsteil von Querfurt in Sachsen-Anhalt. Der früheste Beleg bezieht sich auf das im Zuge des Braunkohleabbaus beseitigte Körbesdorf im Landkreis Merseburg.

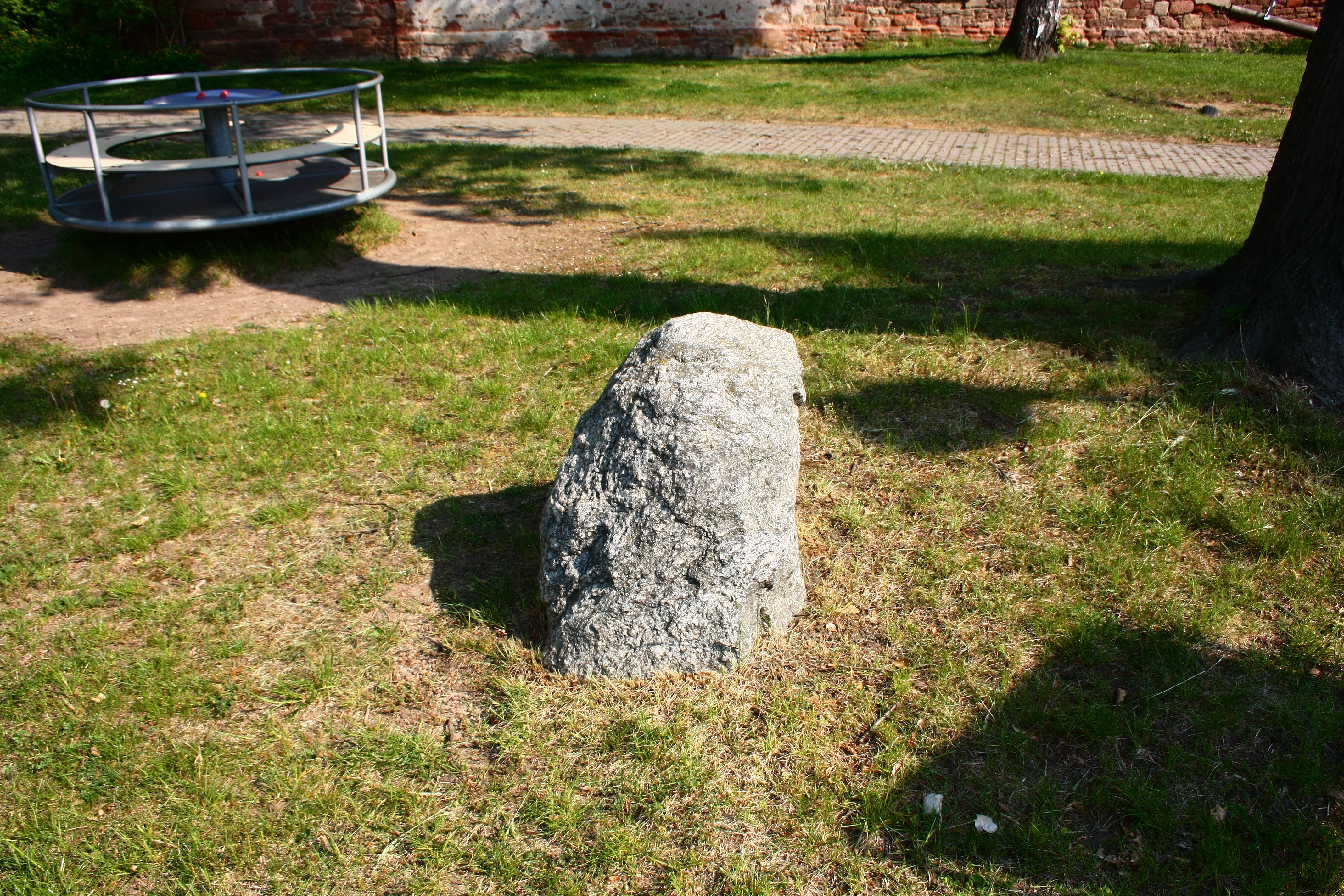
Bauernstein Domnitz

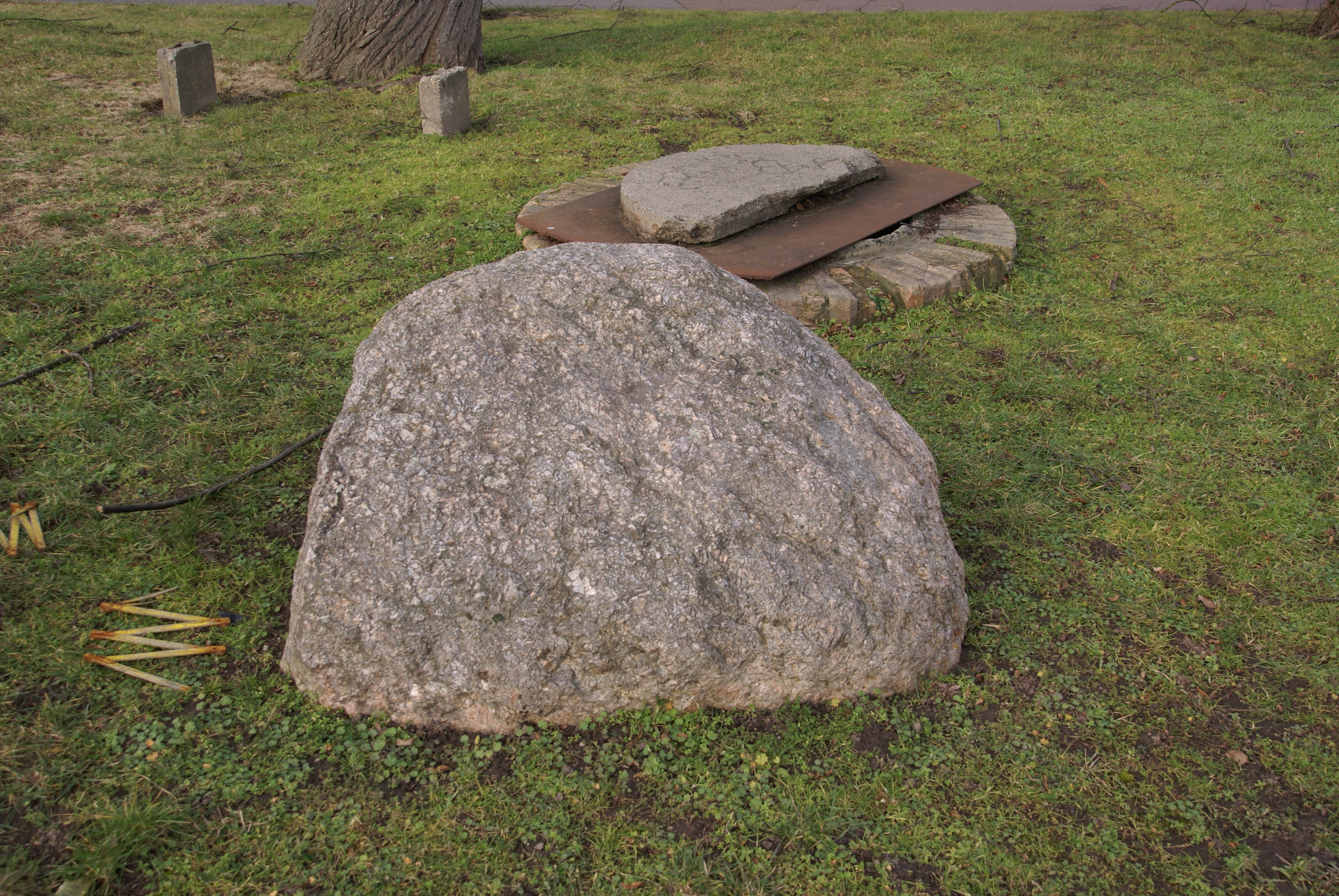
Bauernstein Schiepzig

Bauernsteine liegen häufig unter Einzelbäumen bzw. Baumgruppen, wobei Eichen oder Linden den Vorzug haben. Mit der Kirche, der Kirchhofsmauer und der Schenke bilden sie eindrucksvolle Ensembles (z. B. Bennstedt im Saalekreis; Bornstedt (bei Eisleben)). Oft finden sich die Steine auch in der Nähe des Gutshauses oder eines größeren Gehöftes (z. B. Obhausen im Saalekreis; Schleberoda im Burgenlandkreis). Anzahl, räumliche Anordnung und Oberflächenbearbeitung der Steine sind vielgestaltig (bearbeitet oder unbearbeitet – bank- oder tischförmig – Einzelsteine oder Gruppen – halbkreis- oder kreisförmige Anordnung). Nach heutigen Erkenntnissen markierten die Steine den rechtlichen bzw. gesellschaftlichen Mittelpunkt bäuerlicher Gemeinden. Die Steine kennzeichnen den „Ort der gemeinsamen Willensbildung“. Absprachen, Abmachungen und Geschäfte – getroffen am Stein – besaßen Rechtsverbindlichkeit.
Es gibt viele Dörfer ohne Beleg für einen Bauernstein. Beim derzeitigen Wissenstand spielen Erfassungslücken ebenso eine Rolle wie Verluste. Aus zahlreichen Quellen ist jedoch zu erschließen, dass es stets Örtlichkeiten gab, an denen sich die jeweilige Gemeinde als „juristische Person“ darstellen und versammeln konnte: Brunnen, Dorflinde, Gemeindehaus, Kirchhof, Kirchenportal, Rathaus, Schänke, Spielhaus usw. Vermutlich spielten für die Wahl und Ausstattung des Gemeindemittelpunktes ethnische Einflüsse, kirchliche und staatliche Strukturen oder siedlungsgeographische Aspekte eine Rolle. In Anwesenheit aller „Nachbarn“ (ein rechtshistorischer Begriff) wurden Verbindlichkeiten eingegangen und Rechtshandlungen vollzogen, die unterhalb des Niveaus der niederen Gerichtsbarkeit lagen. Hierzu gehörten u. a. verbindliche Absprachen zur Feld-, Flur- und Hutungsordnung, Aufsicht über Maße und Gewichte, Kontrolle der Gemeindekasse, Rotation von Anbau und Brachhaltung, Vergehen gegen das Gemeindeeigentum. Ferner Einhaltung der Backordnung, der Grundstücksgrenzen und der Feuerordnung. Zu den Aufgaben der Versammlung am Bauernstein gehörte auch die Wahl der Dorfbeamten, soweit diese der Gemeinde zustand: Dorfknechte, Dorfschreiber, Dorfwächter, Hebammen, Hirten, Vieh- und Rossärzte, sowie Weinstecher.
Die Teilnahme an den Versammlungen war Pflicht, Nichtteilnahme wurde gerügt. So mussten 1665 in Bennungen nach entsprechender Rüge 6 Pfennige Strafe dafür bezahlt werden, dass einige Leute „Vor ihre thier gleichfalß nicht gesäubert“ hatten, oder 5 Groschen und 3 Pfennige, weil sie am Sonnabend nach dem Glockenläuten noch Flachsfasern „gestaucht“ hatten.
Die Verhandlungen über diese Bagatellangelegenheiten standen unter Leitung eines Heimbürgen, Richters, Schulzen oder Schultheißen, je nach historischen und ethnischen Voraussetzungen. In Sachsen-Anhalt wurden über 100 Bauernsteine erfasst, nach ausgewählten Merkmalen charakterisiert und inventarisiert. Auffällig ist nach bisherigem Stand die recht klare räumliche Abgrenzung gegenüber den Tie. Während diese formal sehr ähnlichen Plätze mit ihren Steinsetzungen dominant im Norden von Sachsen-Anhalt auftreten, wo bisher nur drei Bauernsteine nachgewiesen sind, kommen im Süden fast ausschließlich Bauernsteine vor, doch wurde in Sotterhausen mittlerweile ein Tiestein nachgewiesen. Vermutlich handelt es sich bei der Unterscheidung nur um eine dialektale.
Einige Bauernsteine wurden später umgenutzt, so wurde aus dem von Radewell ein Goethestein, dem in Großpaschleben ein Thälmann-Denkmal und aus dem von Stumsdorf ein Kriegerdenkmal.